# 滑川市役所
滑川市役所（なめりかわしやくしょ）は、日本の地方公共団体である滑川市の組織が入り執行機関としての事務を行う施設（役所）。
庁舎は本館と西館・東別館で構成。敷地内には滑川市民会館とNTT滑川も入っている。

## 沿革
- 1889年（明治22年）町村制施行当初は瀬羽町1889番地の民家に町役場が置かれていた[1]。以降8回移転を繰り返す[2]。
- 1910年（明治43年）12月 - 旧滑川警察署跡に移転（敷地158m2、2階建て、建坪108m2）[1]。
- 1926年（大正15年）9月27日 - 荒町に所在していた富山県水産講習所（のちの富山県立海洋高等学校）が高月町に移転したことに伴い、その建物を転用して、滑川町役場とする[1][3]。旧庁舎跡地には1931年（昭和6年）に北洋館（劇場）が建てられた[4]。
- 1952年（昭和27年） - この時点では滑川消防署と一体になっていた[5]。
- 1954年（昭和29年）3月1日 - 滑川市の市制施行に伴い、滑川市役所となる。
- 1958年（昭和33年）9月 - 寺家町に所在していた滑川市立滑川中学校（1922年に富山県立滑川高等女学校として建築）が現在地に移転したことに伴い、旧校舎を市役所、旧体育館を市公会堂に転用し、現在地へ移転[1][3]。市庁舎は教室をほぼそのまま利用し[1]、グラウンドは一部電電公社に売却[1]、売却費を新庁舎建築費用に充てることにした[1]。なお、旧市役所は現在は荒町公園や駐車場などになっている[6]。
- 1961年（昭和36年）
  - 5月 - 現庁舎の建設計画が決定する[7]。なお、当初の構想は市民会館と一体化した建物となっていた[8]。
  - 同年中 - 公会堂が建つ敷地周辺が電電公社へ売却することになり、公会堂が移転（後に老朽化のため取り壊され、跡地は滑川市民会館大ホールとなった）[9]。
- 1962年（昭和37年）
  - 4月7日 - 4月8日までに現庁舎建設のため、建設課、都市計画課、産業経済課、保険課を除く事務所を公会堂や滑川市立寺家小学校内の図書館へ移転し、同年4月9日より業務を開始[10]。
  - 5月25日 - 現庁舎着工（設計は日新建築設計事務所）[11]。同年6月14日に起工式[12]。
  - 12月 - 現庁舎の上棟式を挙行[13]。
- 1963年（昭和38年）6月20日 - 旧庁舎跡地に現庁舎（鉄筋コンクリート造地上3階地下1階、延床面積3,666m2（1,109坪））が竣工し[14][15]、7月1日より執務開始[1][16]。10月12日には市制施行10周年記念式典と合わせて、庁舎の落成式が挙行された[1]。
- 1965年（昭和40年）7月14日 - 七彩噴水を市役所敷地内に設置[17]。
- 1966年（昭和41年） - 富山県中新川事務所（旧滑川中学校校舎を転用）が同年3月末で閉所したことに伴い、跡地を滑川市へ無償譲渡[18]。跡地に市民会館大ホールが1967年7月27日より建設され[19][20]、1968年4月24日に竣工した[21]。
- 1967年（昭和42年）
  - 4月 - 敷地内にて建設する市民会館の建設位置が決定[22]。
  - 5月初旬 - 敷地内にて滑川市民会館が着工[23]。
- 1968年（昭和43年） - 滑川市民会館の会館部分が竣工し、3月1日から図書館、3月20日に会議室、結構式場、料理教室などがオープンした[22]。
- 1971年（昭和46年）8月 - 新館の増築工事に着手[24]。
- 1972年（昭和47年）3月15日 - 鉄筋コンクリート4階建の新館完成[24]。同時に新館の1階に保健相談室が入所[25]。
- 2013年（平成25年） - 市庁舎全体の耐震補強工事を実施[16]

## 開庁時間
- 月曜日から金曜日の8時30分から17時15分（ただし市民課、税務課、子ども課、会計課、福祉介護課は17時30分まで。土曜日・日曜日・祝日・年末年始は閉庁）